# José Ramón Sandoval
José Ramón Sandoval Huertas, né le 2 mai 1968 à Humanes de Madrid (Espagne), est un entraîneur espagnol de football.

## Biographie
José Ramón Sandoval commence sa carrière d'entraîneur en 1996 avec le club de CD Humanes (1996-1999). Entre 1999 et 2001, il entraîne l'AD Parla avec qui il monte en Troisième division. En 2001, il retourne au CD Humanes, jusqu'en 2003.
En 2003, il entraîne le Club Atlético de Pinto, jusqu'en 2004. En 2006, il est recruté par le Getafe CF, pour entraîner l'équipe réserve.
Entre 2007 et 2010, Sandoval entraîne l'équipe réserve du Rayo Vallecano. En 2010, il parvient à faire monter l'équipe réserve en Segunda división B pour la première fois de son histoire.
Lors de la saison 2010-2011, il entraîne l'équipe première du Rayo Vallecano qu'il fait monter en Première division. Il obtient le Trophée Miguel Muñoz de meilleur entraîneur de D2. La saison suivante, Sandoval parvient à maintenir le Rayo en D1 grâce à une victoire lors de la dernière journée. Malgré le maintien en D1, son contrat n'est pas renouvelé.
Le 18 octobre 2012, il signe avec le Sporting de Gijón. Il est limogé le 4 mai 2014.
Le 1er mai 2015, il remplace Abel Resino au poste d'entraîneur du Grenade CF qui occupe l'avant-dernière place du championnat de D1 à quatre journées de la fin de la saison. Le 3 mai, Grenade gagne à 2 à 1 à l'extérieur lors du premier match de Sandoval sur le banc. Le 9 mai, le club enchaîne avec une victoire 2 à 0 face à Córdoba CF. Le 17 mai, Grenade remporte une troisième victoire de suite en allant gagner sur le terrain de la Real Sociedad, victoire qui lui permet de sortir de la zone de relégation à une journée de la fin de la saison. Lors de la dernière journée, Grenade fait match nul face à l'Atlético Madrid et parvient à se maintenir en première division (10 points sur 12 possibles lors des 4 derniers matchs). Il est démis de ses fonctions le 22 février 2016 et est remplacé par José González.
En été 2016, il retourne au Rayo Vallecano qui vient d'être relégué en deuxième division mais il est limogé le 6 novembre 2016.
Depuis le 19 mars 2024, il est l'entraîneur de Grenade CF.

## Distinction personnelle
- Trophée Miguel Muñoz de meilleur entraîneur de D2 en 2011